# سیمونه استورتونی
سیمونه استورتونی (ایتالیایی: Simone Stortoni؛ زادهٔ ۷ ژوئیهٔ ۱۹۸۵) دوچرخه‌سوار اهل ایتالیا است.